# Аннали (Тацит)
«Анна́ли» (лат. Annales чи Ab excessu divi Augusti) — твір римського історика Корнелія Тацита, є однією з його найбільших праць, поряд із «Історією». «Історія» є першою великою працею цього історика. Вона написана швидше, ніж «Аннали», хоча описує події, які відбувались після подій, описаних у «Анналах». Підтвердженням цьому є те, що у своїй останній книзі він посилається на «Історію», завершену ним наприкінці першого десятиліття II століття.
Твір перекладено українською, у 2013 році Аннали випустило видавництво Український письменник.

## Історія написання
Укладалися «Аннали» при Траяні, з 109 по 116 роки. Вони складалися з 16 книг, які описували 14-68 роки, тобто правління імператорів з династії Юліїв-Клавдіїв: Тіберія (14-37), Калігули (37-41), Клавдія (41-54), Нерона (64-68). «Аннали» не дійшли до нас повністю: книги з VII по Х зовсім невідомі, V, VI, XI i XVI — дійшли з пропусками або в уривках, повністю дійшли лише книги з I по IV та з XII по XV-ту. Ті книги, що збереглися, повідомляють про правління трьох принцепсів династії Юліїв-Клавдіїв. Перші шість оповідають про правління Тиберія, через що називаються «тиберієвими»; XI, XII — про Клавдія, відповідно, називаються «клавдієві»; останні чотири — про правління Нерона, але без двох останніх років («неронові»). Недостатньо повідомлень про правління Калігули, Клавдія (від початку до 47 року) й Нерона в проміжку між 64 та 68 роками.
При перегляді попередньої історіографії Тацит звернув увагу на те, що знамениті римські історики дуже красномовно описали минулі перемоги та невдачі римлян. Коли влада опинилася в одних руках (після битви при Акції у 31 р. до н. е.), почалося писання історії для того, щоб задовольнити правління. Тацит же говорить, що він старається писати «без гніву і пристрасті» (sine ira et studio). Нема підстав заперечувати точність викладених ним фактів, однак він приводив власне трактування і був об'єктивний далеко не завжди. Тацит писав з явною моралізаторською тенденцією. Відсутність чесноти він вважав звироднілістю і занепадом для людини. Ось його слова щодо мети «Анналів»: «Я вважаю найважливішим обов'язком Анналів зберегти пам'ять про прояви чесноти і протиставити ганебним словам і справам залякування ганьбою в потомстві» (Аннали, III, 65; у перекладі Г. С. Кнабе). У викладі історії Тацит обмежився історією міста-держави, не беручи до уваги всю імперію. Він висунув на перший план фігури імператорів і придворних, а про Італію, провінції і людей, що робили там політику, говорить мимохідь. Історик виявився також хорошим психологом у оцінці діянь політиків. Однак, через особисті переживання, особливо при Доміціані, він воліє виявляти усі їхні хиби. Тацит удавався до риторики дуже стримано, але використовував її в приголомшливих описах глядача, розрахованих на ефектність. Питання про джерела історика досить заплутане. У «Історії» він посилається на Плінія Старшого і записки Мессали. У «Анналах» цитує Плінія Старшого, Фабія Рустіка, записки Юлії Агрипіни Молодшої.
Слово «аннали» походить від annus — «рік» і означає річні записи подій, літопис. Хоча Тацит такої назви своєму твору не давав, вона — з легкої руки перших видавців — закріпилася за його історичною працею. Закріпилася тому, що у цій повісті — при всій її суб'єктивності, нервовості, напруженому драматизмі — є багато від літопису.
Важливу роль у цьому літописі, про великі і малі справи в Римі й імперії, грають всякого роду відступи. Присвячені то місцевій міфології, то географії й історії окремого міста або народу, то просто незвичайним явищам природи; вони, з одного боку, додають розповіді цікавості, вводячи в неї цікаві подробиці, дива й чудасії, а з іншого — створюють відчуття ще єдиного в своїй різноманітності світу, де все зв'язано і все усім одне в одному цікаво.
Є багато даних, що говорять про те, що незавершеність «Анналів» не є результатом раптового припинення роботи, катастрофи, пов'язаної із смертю, що перервала працю, яка енергійно просувалася вперед, а є наслідком тривалого і поступового відходу від проблем, у цій праці поставлених, і від рішень, у ній запропонованих.
Книги Тацита наповнені ненавистю до описаних ним імператорів, оскільки кожен з них був «ворожим доблесті». Але ворожим можна бути тільки у стосунку до того, що є, що реально існує, і сама боротьба навколо virtus доводила, що в роки, Тацитом описані, вона ще була жива. Усвідомлення цього було в історика таким же ясним, як і усвідомлення її (доблесті) занепаду, що постійно поглиблюється.
Тацит був останнім письменником епохи, що завершилася, і повинен був відчувати те саме, що відчували й інші «останні» — Цицерон при Цезарі або Боецій при Теодоріху: як закінчується світ — єдиний його світ, як розріджується повітря, як нічим жити. «Мені гірко, що на дорогу життя вийшов я надто пізно і що ніч Республіки наступила перш, ніж я встиг завершити свій путь». Такий стан справ ставав усе очевиднішим у міру зміцнення режиму Адріана, і чим яснішим було розуміння цього, тим менше сенсу мала для Тацита його робота над «Анналами», поки він, нарешті, на словах, що «смерть зволікає», не покинув її зовсім.